# Isdera Autobahnkurier 116i
Der Autobahnkurier 116i des saarländischen Herstellers Isdera ist ein im Jahr 2006 als Einzelstück gebauter 2+2-sitziger Sportwagen.

## Entwicklung/Produktion
1984 wurde ein 2+2-sitziger Sportwagen mit zwei Achtzylindermotoren, Automatikgetrieben und Allradantrieb entwickelt. Die Form des Wagens war im Stil der 1930er Jahre gestaltet, mit weit geschwungenen Kotflügeln, freistehenden Scheinwerfern und Trittbrettern, wie es vor der Stromlinienform modern war. Mit der Planung begann man im Jahr 1984, das Projekt ruhte aber zwischenzeitlich. Viele Jahre später erfüllte sich Eberhard Schulz, der  Gründer des Unternehmens Isdera, seinen Traum und vollendete sein „Pensionärsprojekt“. Den Autobahnkurier präsentierte er der Welt  2006 anlässlich des AvD Concours d’Elegance in Schwetzingen.
Von dem ungewöhnlich großen Modell wurde bisher nur ein Einzelstück hergestellt, das sich im Besitz der Isdera befindet. Einige Teile (Türen, Griffe, Dach, Fenster) des Fahrzeugs stammen vom VW Käfer.

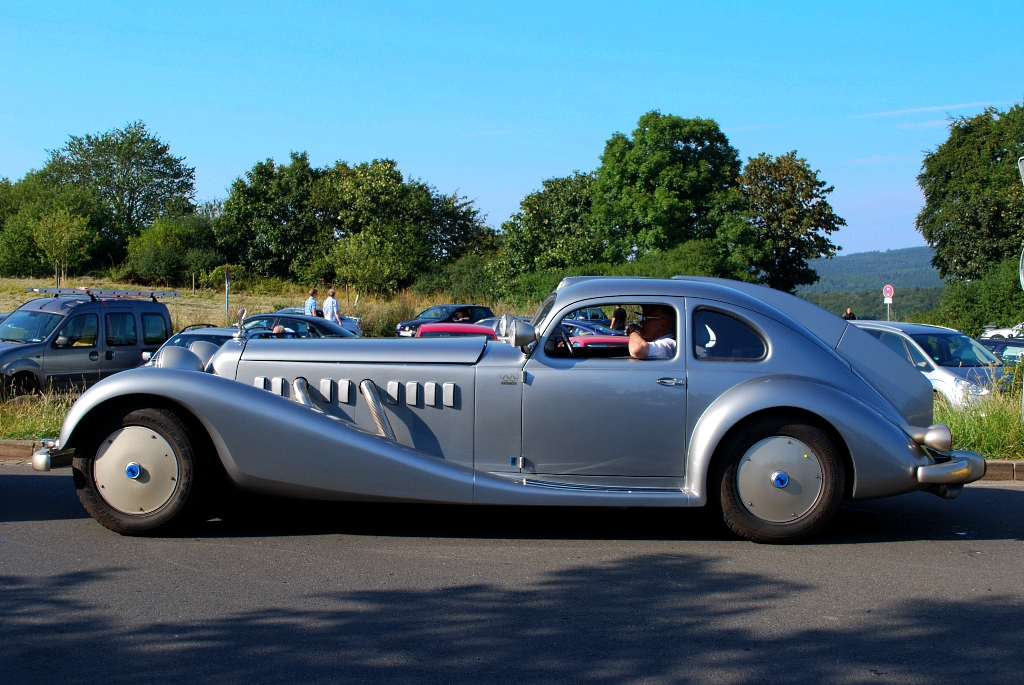
Seitenansicht
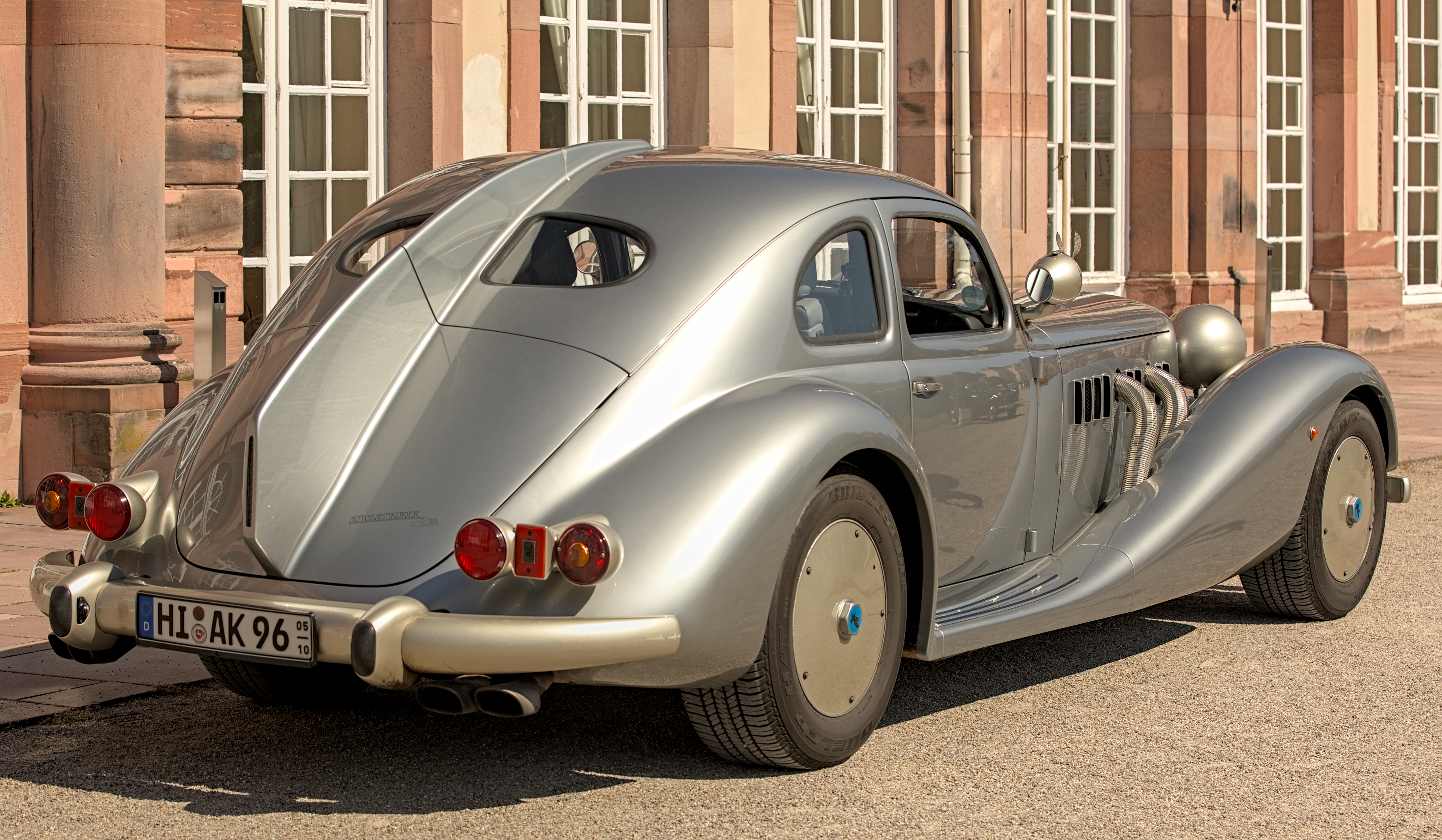
Heckansicht

## Fahrleistungen
Der Autobahnkurier wird von zwei V8-Motoren Mercedes-Benz M 117 mit zusammen 600 PS (441 kW) angetrieben. Ein Motor wirkt auf die Vorder-, der andere auf die Hinterachse, jedoch sitzen im Gegensatz zu anderen Twin-Engine-Konzepten beide Motoren unter der vorderen Haube. Die Höchstgeschwindigkeit beträgt 242 km/h.